# Vehili
Vehili (en llatí Vehilius) va ser un militar romà del segle i aC.
Era pretor l'any 44 aC i en aquest càrrec va agafar tota la seva celebritat, ja que va refusar rebre el govern d'una província de les mans de Marc Antoni, perquè va dir que ell solament obeïa el senat romà.